# Linophryne digitopogon
Linophryne digitopogon is een straalvinnige vissensoort uit de familie van linophryden (Linophrynidae). De wetenschappelijke naam van de soort is voor het eerst geldig gepubliceerd in 1988 door Balushkin & Trunov.